# 1967峰
1967峰（いちきゅうろくななほう）は、北海道の帯広市と沙流郡日高町の2市町にまたがる標高1,967mの山である。北海道百名山に選定されている。

## 概要
日高山脈北部、ピパイロ岳 - 北戸蔦別岳間に位置する山で、険しい山容が目立つ。日高山脈の中では幌尻岳、カムイエクウチカウシ山に次いで3番目に高い。
国土地理院が発行する地形図には標高点のみが記載されており、山名がなかったことから北海道百名山の選定にあたり新しく命名された。選定後は注目を浴びるようになり、この山を目的に登山する人が増えた。山名は標高からで、同じ由来の山としては1839峰が知られている。

## 登山

### チロロ林道から
日高町を流れる千呂露川沿いを登るコース。二岐沢出合からは徒歩でチロロ林道を進み、北海道電力の取水ダムから登山道となる。登山道は二ノ沢を登り額平岳・北戸蔦別岳・標高1856m峰を経て山頂へ至る。途中にはトッタの泉と呼ばれる水場があり、そこで給水できる。
登山口から山頂までは長距離であり日帰り登山は困難で、道中に山小屋はないためテント泊となる。

### ピパイロ岳から
ピパイロ岳まで
1967峰まで
山頂からは標高1911m峰で主稜線に入り、標高1793mコルを経て山頂へ至る。道中はハイマツの藪漕ぎが多く、2024年現在トムラウシ沢林道が通行止めでピパイロ岳でさえ日帰りが難しくなっており、1967峰は往復で1～2泊は必要とする。